# Aumessas
Aumessas is een gemeente in het Franse departement Gard (regio Occitanie) en telt 225 inwoners (1999). De plaats maakt deel uit van het arrondissement Le Vigan.

## Geografie
De oppervlakte van Aumessas bedraagt 22,2 km², de bevolkingsdichtheid is 10,1 inwoners per km².
De onderstaande kaart toont de ligging van Aumessas met de belangrijkste infrastructuur en aangrenzende gemeenten.

## Demografie
Onderstaande figuur toont het verloop van het inwonertal (bron: INSEE-tellingen).